# Штурко, Юрий Юрьевич
Ю́рий Ю́рьевич Штурко́ (укр. Юрій Юрійович Штурко; род. 8 октября 1984, Кривой Рог, Днепропетровская область) — украинский футболист, полузащитник.

## Биография
Воспитанник криворожского футбола. В ДЮФЛ выступал за «Кривбасс», в 1998 году провёл один матч за СКА (Одесса). В 2002 году перешёл в херсонский «Кристалл», во второй лиге дебютировал 18 августа 2002 года в матче против южноукраинской «Энергии» (0:1). В сезоне 2004/2005 выступал за команду «Звезда» (Кировоград). Позже перешёл в «Кривбасс», в основном выступал за «Кривбасс-2». В 2006 году провёл один матч за луцкую «Волынь», после чего перешёл в команду «Николаев». С 2007 года по 2009 год выступал за «Днестр» (Овидиополь), в команде был одним из лидеров. В январе 2009 года побывал на просмотре в одесском «Черноморце», но команде не подошёл. Летом 2009 года перешёл в «Кривбасс», туда его пригласил Олег Таран.
В марте 2015 года Штурко перенёс сложную операцию — ему удалили опухоль головного мозга. 7 марта 2015 футболисты донецкого и запорожского «Металлургов» вышли на матч 16-го тура Премьер-лиги в футболках с надписью «Штурик, мы с тобой».
31 мая 2015 года у Юрия закончился контракт с «Металлургом», после чего он завершил карьеру профессионального футболиста.
7 мая 2016 года Штурко впервые после операции появился на поле в официальном матче. В матче 4-го тура любительского чемпионата Украины между возрождёнными «Кривбассом» и запорожским «Металлургом» футболист играл в специальном шлеме и стал автором результативного паса в первом голе криворожан.

## Достижения
- Серебряный призёр первой лиги Украины: 2011/12

## Статистика выступлений

### Клубная
| Выступление           | Выступление | Выступление | Чемпионат | Чемпионат | Кубок | Кубок | Дубль | Дубль |
| Клуб                  | Лига        | Сезон       | Игры      | Голы      | Игры  | Голы  | Игры  | Голы  |
| --------------------- | ----------- | ----------- | --------- | --------- | ----- | ----- | ----- | ----- |
| Кристалл (Херсон)     | III         | 2002/03     | 16        | 0         | 0     | 0     | —     | —     |
| Кристалл (Херсон)     | III         | 2003/04     | 28        | 1         | 1     | 0     | —     | —     |
| Кристалл (Херсон)     | Итого       | Итого       | 44        | 1         | 1     | 0     | —     | —     |
| Звезда (Кировоград)   | III         | 2004/05     | 17        | 3         | 0     | 0     | —     | —     |
| Кривбасс              | I           | 2004/05     | 0         | 0         | 0     | 0     | 4     | 1     |
| Кривбасс              | I           | 2005/06     | 0         | 0         | 0     | 0     | 5     | 2     |
| Кривбасс              | Итого       | Итого       | —         | —         | —     | —     | 9     | 3     |
| Кривбасс-2            | III         | 2005/06     | 28        | 7         | —     | —     | —     | —     |
| Волынь                | II          | 2006/07     | 1         | 0         | 0     | 0     | —     | —     |
| Николаев              | II          | 2006/07     | 31        | 2         | 1     | 0     | —     | —     |
| Днестр (Овидиополь)   | II          | 2007/08     | 38        | 6         | 3     | 0     | —     | —     |
| Днестр (Овидиополь)   | II          | 2008/09     | 31        | 7         | 2     | 0     | —     | —     |
| Днестр (Овидиополь)   | Итого       | Итого       | 69        | 13        | 5     | 0     | —     | —     |
| Кривбасс              | I           | 2009/10     | 14        | 1         | 1     | 0     | 0     | 0     |
| Закарпатье            | II          | 2010/11     | 26        | 2         | 0     | 0     | —     | —     |
| Металлург (Запорожье) | II          | 2011/12     | 31        | 4         | 3     | 0     | —     | —     |
| Металлург (Запорожье) | I           | 2012/13     | 13        | 1         | 1     | 0     | 4     | 0     |
| Металлург (Запорожье) | I           | 2013/14     | 27        | 6         | 1     | 0     | —     | —     |
| Металлург (Запорожье) | I           | 2014/15     | 12        | 2         | 1     | 0     | —     | —     |
| Металлург (Запорожье) | Итого       | Итого       | 83        | 13        | 6     | 0     | 4     | 0     |
| Всего                 | Всего       | Всего       | 313       | 42        | 14    | 0     | 13    | 3     |